# Atomaria linearis
La Atomaria linearis es una especie de escarabajo del moho sedoso nativa del continente europeo.  Según la 
Organización europea y mediterránea para la protección vegetal, el nombre común de la especie es escarabajo enano de la acelga. Suele vivir en sustratos mohosos y es de la familia de los criptofágidos. Suele presentar un tamaño de entre 1,2 y 1,5 milimetros aproximadamente.